# Laxmi Gautam (universitaire)
Pour les articles homonymes, voir Laxmi Gautam.
Laxmi Gautam (née vers 1963) est une universitaire indienne qui consacre son temps à s'occuper des veuves abandonnées. Elle est surnommée « l'ange de Vrindavan ». En 2015, elle reçoit le prix Nari Shakti Puraskar (en français : Prix du pouvoir des femmes), en reconnaissance de son travail. Elle enseigne à l'Institut de philosophie orientale de Vrindavan.

## Biographie
Laxmi Gautam naît vers 1963 à Vrindavan. Elle étudie l'hindi et l'histoire à l'université d'Agra et obtient son doctorat. Elle est ensuite professeure associée à l'Institut de philosophie orientale de Vrindavan.
Dès son plus jeune âge, elle commence à comprendre que les femmes en blanc, au crâne rasé, sont des veuves. Les enfants mariés peuvent devenir veuves avant d'être des femmes et passer le reste de leur vie en tant que veuves, sans respect ni espoir d'être nourries ou prises en charge. Gautam décide de faire quelque chose pour remédier à la situation critique des veuves et elle lance une fondation, en 2013. Les veuves meurent fréquemment sans le sou et les jeunes veuves se prostituent pour survivre. Elle cherche à retrouver les corps des veuves abandonnées, qui peuvent être dévorés par les animaux, elle veille à ce que les corps soient ramassés et qu'ils soient incinérés avec respect. Elle ne s'occupe pas seulement des morts, mais la fondation qu'elle a fondée s'occupe des veuves abandonnées. Trente-cinq veuves ont bénéficié de son soutien. Sa fondation a également apporté un soutien juridique et émotionnel aux victimes d'abus sexuels.
En 2015, son travail est reconnu lorsqu'elle reçoit le prix Nari Shakti Puraskar. La citation note qu'elle manipulait des corps qui pourrissaient pendant des jours et qu'elle a pratiqué les derniers rites sur 500 corps. Cependant, le prix lui est décerné pour s'être occupée des morts et des vivants, en leur fournissant de la nourriture, des boissons et une couverture.

### Note
- (en) Cet article est partiellement ou en totalité issu de l’article de Wikipédia en anglais intitulé « Laxmi Gautam (Professor) » (voir la liste des auteurs).